# Piper quinquenervium
Piper quinquenervium är en pepparväxtart som beskrevs av Otto Warburg. Piper quinquenervium ingår i släktet Piper och familjen pepparväxter. Inga underarter finns listade i Catalogue of Life.